# Blagoje Nešković
Blagoje Nešković (v srbské cyrilici Благоје Нешковић; 11. února 1907, Kragujevac, Srbsko – 11. listopadu 1984, Bělehrad) byl srbský komunistický politik, partyzán a bojovník ve Španělské občanské válce. Byl rovněž i prvním poválečným premiérem Srbska (v letech 1945–1948).
Nešković vstoupil v roce 1935 do jugoslávské komunistické strany. Nedlouho poté odcestoval do Španělska, kde bojoval v 129. brigádě "Đuro Đaković". Po návratu do vlasti pracoval jako lékař v Bělehradě a politicky se angažoval v oblastním výboru Komunistické strany pro hlavní město. Aktivně se účastnil partyzánského boje; organizoval odbojové akce přímo v okupovaném Bělehradě, mezi které patřilo např. vydávání novin Glas v roce 1942. Na 5. kongresu jugoslávských komunistů v roce 1945 byl zvolen za člena Ústředního výboru Svazu komunistů Srbska. Rovněž zastával i na tři roky pozici předsedy republikové vlády. V roce 1952 se stal místopředsedou jugoslávské vlády.
Jeho úspěšnou politickou kariéru ukončila podpora rezoluce Informbyra, po níž se musel stáhnout z veřejného života. Vrátil se k medicíně a pracoval pro laboratoře experimentální onkologie při fakultě lékařství Bělehradské univerzity. Zemřel v únoru 1984 ve věku 77 let.